# Bengali rouge
Amandava amandava
Espèce
Statut de conservation UICN

 LC  : Préoccupation mineure
Le Bengali rouge (Amandava amandava) est une espèce de passereau appartenant à la famille des Estrildidae.

## Description
Cet oiseau mesure environ 10 cm de longueur. Il présente un dimorphisme sexuel.

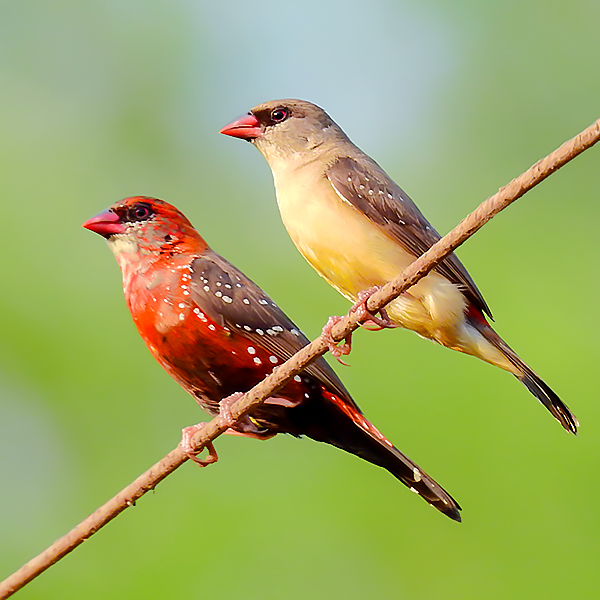
Couple de Bengali rouge, le mâle à gauche et la femelle à droite

En plumage nuptial, le mâle est brun roux avec les côtés de la tête, la gorge, les parties inférieures et le croupion écarlates, les ailes fortement tachées de blanc et la queue noire. En période internuptiale, il ressemble à la femelle avec notamment la poitrine grise lavée de jaune. Les yeux sont marron, le bec rouge et les pattes roses.
Comme le moineau, il se nourrit de diverses graines.

## Répartition
Cet oiseau vit au Bangladesh, en Inde, au Pakistan, dans le sud du Népal, en Chine, en Asie du Sud-Est et aux Moluques.

## Habitat
Cette espèce peuple des zones herbeuses dégagées dont la jungle arbustive, les marais, les prairies, les rizières et divers milieux cultivés.

## Sous-espèces
Cet oiseau est représenté par trois sous-espèces :
- sous-espèce Amandava amandava amandava
- sous-espèce Amandava amandava flavidiventris (Wallace, 1864)
- sous-espèce Amandava amandava punicea (Horsfield, 1821) 